# Кессел, Хенк ван
Хенк ван Кессел (нидерл. Henk van Kessel; род. 25 июня 1946) — нидерландский мотогонщик, чемпион мира по шоссейно-кольцевых мотогонок серии MotoGP в классе 50cc (1974).

## Биография
Уже в своем втором сезоне в MotoGP, в 1973 году, он дважды финишировал на подиуме. В следующем сезоне Хенк стал чемпионом мира в классе 50cc, став преемником своего соотечественника Яна де Фриза.
Всего в карьере ван Кессел одержал много побед, в том числе — 7 на этапах серии Гран-При. Это делает его одним из самых успешных нидерландских гонщиков всех времен.
В 1977 он установил рекорд скорости на мотоцикле с объемом двигателя 50 см3, развив скорость 221,5861 км/час. В 1981 году это достижение превысил его соотечественник Ян Хубертс.
Последний раз Хенк получил призовое место на Гран-При Франции (3-е место) в 1985 году. После сезона 1986 в возрасте 40 лет завершил свою спортивную карьеру.